# Woburn (Bedfordshire)
Woburn – wieś i civil parish w Anglii, w hrabstwie ceremonialnym Bedfordshire, w dystrykcie (unitary authority) Central Bedfordshire. Leży 20 km na południowy zachód od centrum miasta Bedford i 64 km na północny zachód od centrum Londynu. W 2011 roku civil parish liczyła 933 mieszkańców.
Woburn jest wspomniana w Domesday Book (1086) jako Woberne/Woburne.
Lokalne atrakcje turystyczne, to głównie Woburn Abbey (klasztor) i Woburn Safari Park oraz muzeum lokalnej historii przy Woburn Heritege Centre. W Woburn rokrocznie w ostatnim tygodniu sierpnia odbywa się Village Festival. Mieszkańcy mają do dyspozycji podgrzewany basen otwarty w okresie lata, Village Hall, kościół św Marii, szkołę podstawową (lower school) i sklepy. Raz w miesiącu, w trzecią  niedzielę miesiąca,  w Woburn odbywa się targ farmerów organizowany przez lokalnych przedsiębiorców.
W końcu XIII w. wzniesiono w Woburn zniszczony potem jeden z dwunastu krzyży Eleonory, upamiętniających miejsca postoju orszaku z ciałem królowej Anglii Eleonory kastylijskiej.

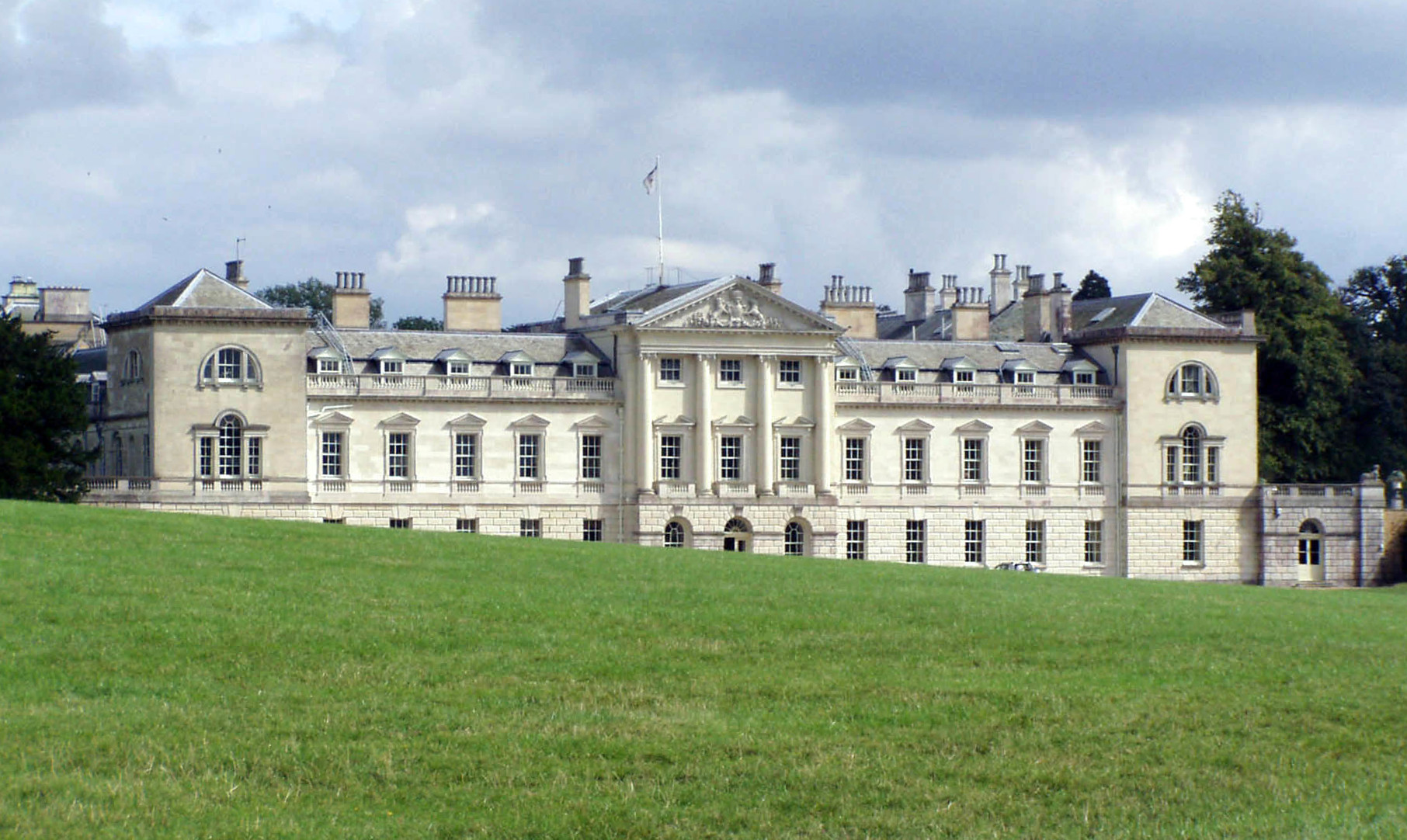
Opactwo w Woburn
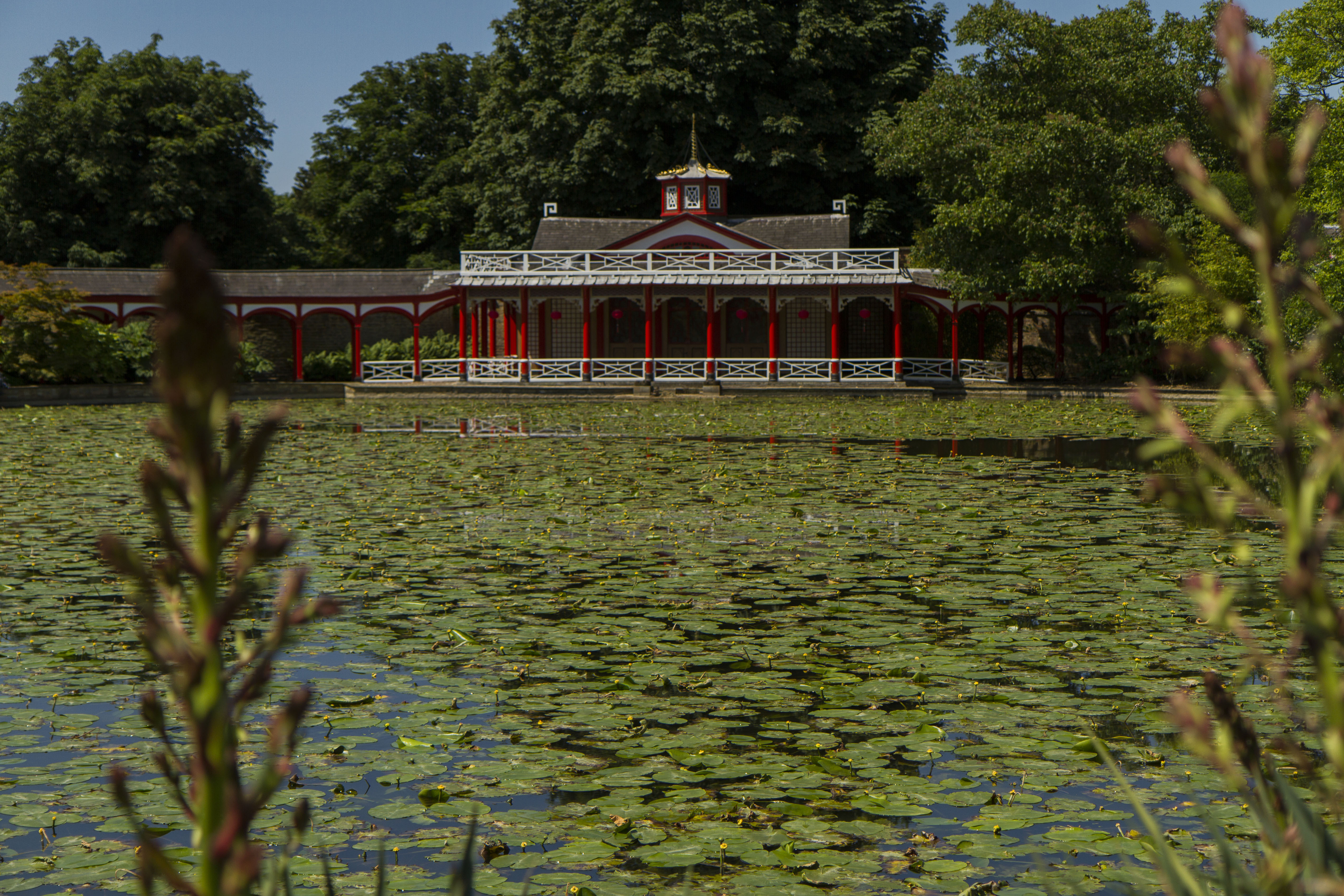
Park w Woburn
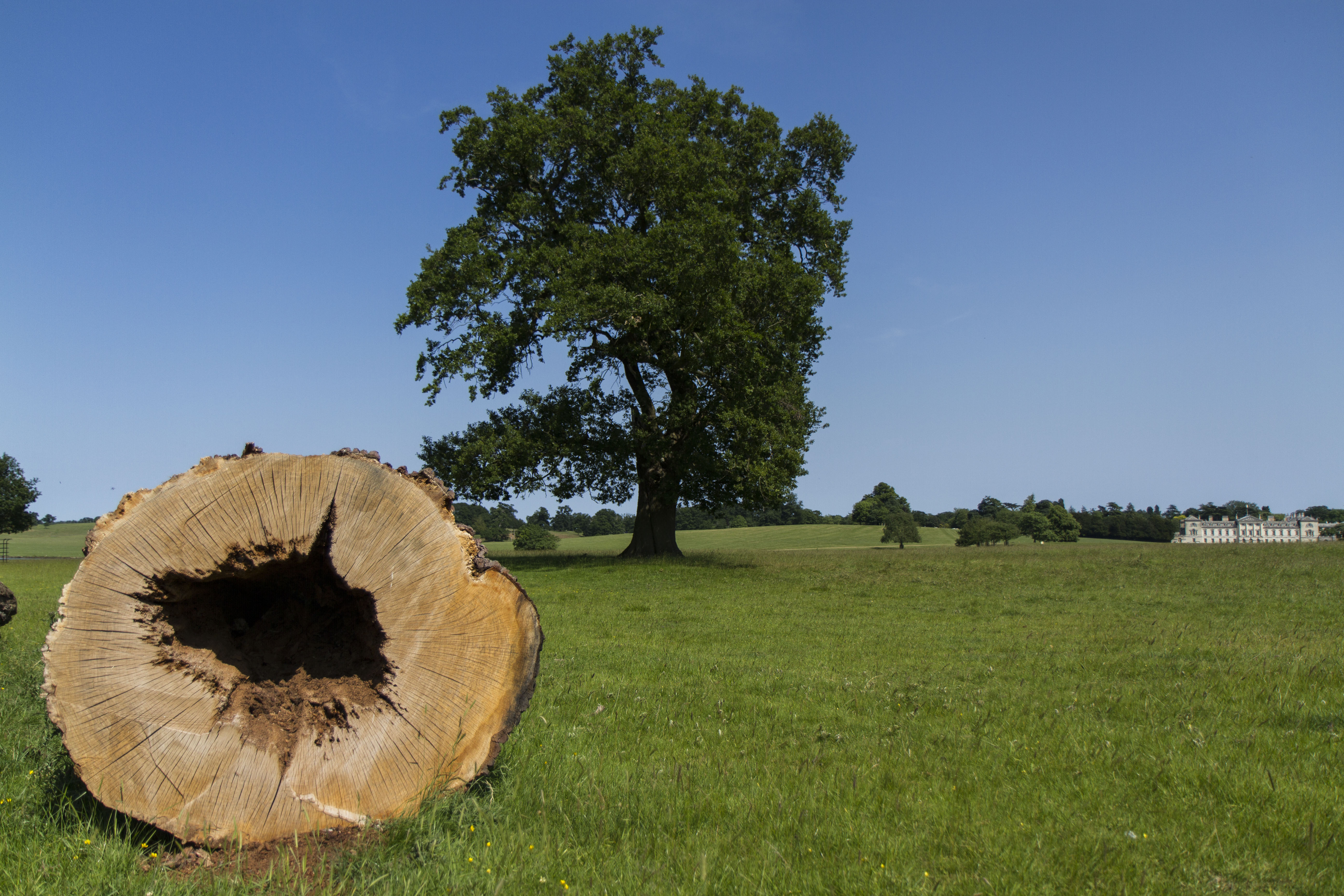
Park przy Opactwie w Woburn, opactwo widoczne w oddali, po prawej
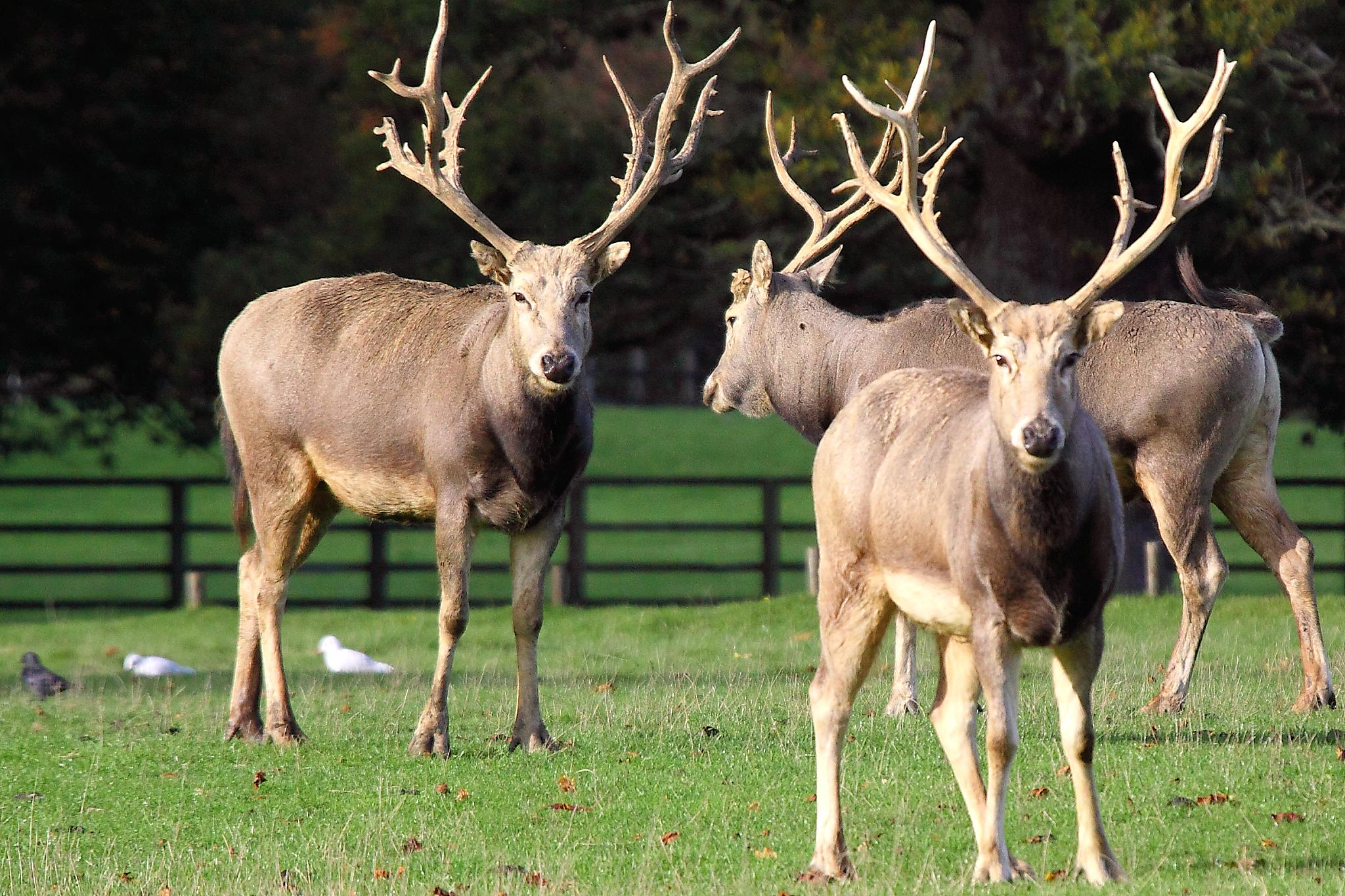
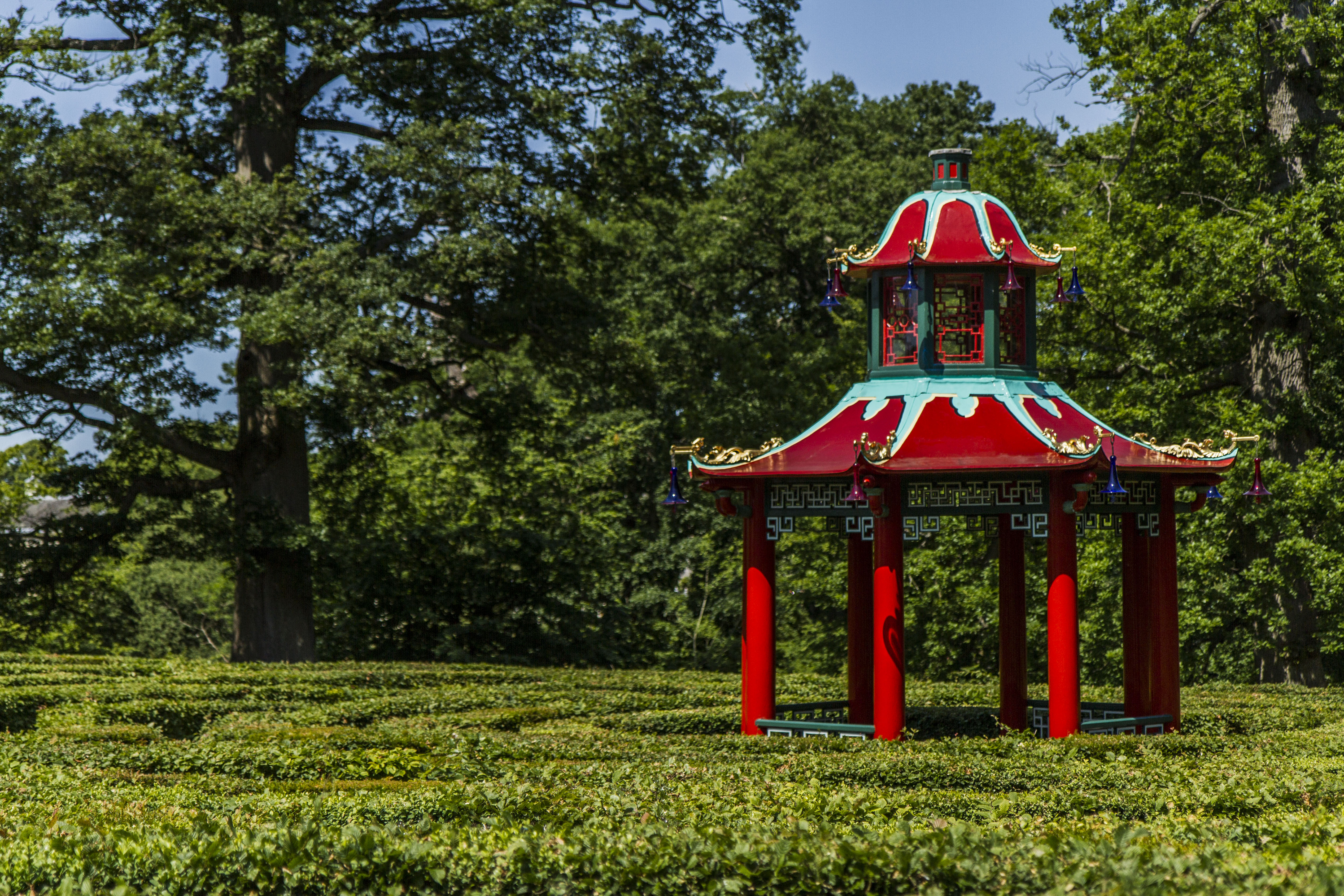
Chiński Pavillon